# Josh Powell
Josh Powell (Charleston (Carolina do Sul), 25 de janeiro de 1983) é um jogador profissional de basquetebol norte americano que atualmente joga está sem time.

## Equipes
- Dallas Mavericks - 2005/2006
- Indiana Pacers - 2006/2007
- Golden State Warriors - 2007/2008
- Los Angeles Lakers - 2008-atualmente